# Handboek voor de moderne vrouw
Handboek voor de moderne vrouw is een boek uit 2008 geschreven door Aaf Brandt Corstius en Machteld van Gelder.
Geïnspireerd door het vrouwenhandboek Femina uit de jaren zestig, schreven Aaf Brandt Corstius en Machteld van Gelder een soortgelijk handboek, maar dan voor de moderne vrouw uit de 21e eeuw. Op humoristische wijze bieden de schrijfsters oplossingen voor problemen en voorzien ze de moderne vrouw van advies op het gebied van familie, gezondheid, geld, liefde, moderne etiquette, stijl, huishouden en werk.
De theatertournee Luxeproblemen is gebaseerd op het boek.